# Paola Staccioli
Paola Staccioli (Roma, 23 novembre 1958 – Roma, 31 luglio 2021) è stata una scrittrice e attivista italiana.

## Biografia
Ha pubblicato numerose opere sulla storia, cultura, tradizioni di Roma e vari reportage di viaggio. Dal 2003 ha sviluppato una proposta di "storia del presente", per narrare, attraverso letteratura, teatro e altre forme di espressione artistica, i movimenti popolari e di opposizione dal dopoguerra a oggi. Nell'ambito di questo progetto ha curato la realizzazione di cinque raccolte di racconti di vari autori tra i quali Pino Cacucci, Andrea Camilleri, Massimo Carlotto, Erri De Luca, Francesco Guccini, Stefano Tassinari. Nei cinque volumi pubblicati si ricordano i manifestanti di sinistra uccisi nelle piazze d'Italia negli anni Settanta (In ordine pubblico), le manifestazioni e le lotte operaie e studentesche nella seconda metà del Novecento (Piazza bella piazza), si affronta il tema della resistenza e dell'antifascismo (La rossa primavera). In Per sempre ragazzo (Tropea, 2011), trenta scrittori italiani ricordano, attraverso testimonianze, racconti e poesie, Carlo Giuliani, il ragazzo ucciso a Genova da un carabiniere durante il G8 del 2001, la lotta e il conflitto attraverso la letteratura (Fuoco!, 2018). Nell'ottobre 2011 è uscito un suo libro sulla storia di Roma declinata al femminile: 101 donne che hanno fatto grande Roma (Newton Compton).
Nel 2012 sono stati pubblicati altri suoi due volumi. Il primo Fatto a Mano (Iacobelli) raccoglie cento curiosità, guinness e personaggi dell'artigianato a Roma. Il secondo è un libro di racconti: Non per odio, ma per amore (DeriveApprodi), scritto insieme a Haidi Gaggio Giuliani, la mamma di Carlo Giuliani e con la prefazione di Silvia Baraldini. I racconti descrivono la vita - e la morte - di sei donne internazionaliste che a partire dalla seconda metà del '900 hanno dedicato la loro vita a una rivoluzione di un altro paese.
Il lavoro di ricostruzione di memorie rimosse prosegue con il libro Sebben che siamo donne, uscito nel gennaio 2015 (nel 2019 è uscita l'edizione in turco e nel 2020 in greco), dedicato a dieci donne italiane, prevalentemente militanti della lotta armata dagli anni Settanta del Novecento, che hanno perso la vita per ragioni legate alla loro attività politica. Le donne narrate nel libro sono Elena Angeloni (morta nella Grecia dei colonnelli), Margherita Cagol (Br), Annamaria Mantini (Nap), Barbara Azzaroni (Pl), Maria Antonietta Berna (Cpv), Annamaria Ludmann (Br), Laura Bartolini (Autonomia), Wilma Monaco (Udcc), Maria Soledad Rosas (anarchica), Diana Blefari Melazzi (Br-Pcc). Nel suo contributo Una storia americana Silvia Baraldini ripercorre la propria esperienza personale. Ampie schede ricostruiscono la storia delle organizzazioni in cui hanno militato queste donne.
Nel 2016 partecipa con un proprio racconto, dedicato ai lavoratori dell'Ilva di Taranto, al libro collettivo Mai senza rete (Marotta & Cafiero editori), realizzato dalla Rete Iside per promuovere una campagna civile per la salute e la sicurezza sul lavoro.
Dal 2016 al 2018 ha raccontato la sua personale battaglia contro un cancro del polmone nel blog Le O2, sul sito di Repubblica.it.
Nel dicembre 2016 ha dato impulso alla costituzione della fondazione La rossa primavera, con l'obiettivo di difendere e creare sinergie tra:
1) La memoria delle lotte di classe e dei movimenti: l'intento è di raccogliere e rendere fruibile un patrimonio documentario che rischia nel tempo di andare disperso, inserire documentazione on line, costruire percorsi multimediali. Un lavoro che non vuole ricercare o trasmettere una memoria condivisa, ma valorizzare la linfa vitale delle lotte di quella parte della società che si è identificata nei progetti più radicali di trasformazione politica e sociale. L'apporto e il cammino compiuti sono passi e tappe che possono aiutare il movimento attuale ad avanzare;
2) Il presente delle lotte sociali e politiche: lo scopo è favorire la creazione di una rete volta alla solidarietà, al sostegno e al rafforzamento delle forme più avanzate di opposizione di classe. Un “luogo” dove sia possibile leggere e intervenire nel presente attraverso l'analisi del passato, dove possano confrontarsi esperienze diverse per sostenere e promuovere culture e comportamenti militanti.

## Opere
- Vivere la tempesta. In lotta contro il cancro, Roma, 2021, Red Star Press, ISBN  9788867182633
- Il lavoro della talpa: percorsi rivoluzionari in Italia dalla fine degli anni Ottanta ai nostri giorni, Roma, 2020, Red Star Press (con Alfredo Davanzo, Vincenzo Sisi e Andrea Stauffacher) ISBN 978-8867182527
- Fuoco! Voci di lotta e racconti militanti, Roma, 2018, Red Star Press, ISBN 978-8867181971
- Con ogni mezzo necessario (Militanti dei percorsi rivoluzionari in Italia dalla fine degli anni Ottanta a oggi), Roma, 2018, Red Star Press (con Alfredo Davanzo), ISBN 978-8867181889
- A mare (racconto pubblicato nell’antologia Mai senza rete. 13 autori per la salute e la sicurezza sul lavoro), Melito di Napoli, 2016, Marotta & Cafiero, ISBN  9788897883586
- Sebben che siamo donne (Storie di rivoluzionarie), Roma, 2015, DeriveApprodi, ISBN  978-8865481141
- Non per odio ma per amore (Storie di donne internazionaliste). Con Haidi Gaggio Giuliani, Roma, 2012, DeriveApprodi, ISBN 978-8865480588
- Fatto a mano. Aneddoti, curiosità e leggende per un'insolita storia di Roma e dei suoi mestieri, Roma, 2012, Iacobelli Editore, ISBN  978-8862521840
- 101 donne che hanno fatto grande Roma, Roma, 2015, Newton Compton Editori, eBook
- Per sempre ragazzo. Racconti e poesie a dieci anni dall’uccisione di Carlo Giuliani (a cura di Paola Staccioli; postfazione Haidi Giuliani), Milano, 2011, Marco Tropea, ISBN  9788855801874
- Istanbul (racconto pubblicato nell'antologia Pink Noir. Delitti per signora), Genova, 2009, Zona, ISBN  9788864380186
- Suonata zingara nella città blindata, Roma, 2009, Il Manifesto
- La rossa primavera (a cura di Paola Staccioli; postfazione Haidi Giuliani), I ed. Roma, 2007, Nuova iniziativa editoriale, II ed. Marina di Massa, 2008, Edizioni Clandestine, ISBN 9788895720098
- Fragole e sangue (a cura di Paola Staccioli; postfazione Haidi Giuliani), Marina di Massa, 2007, Edizioni Clandestine, ISBN  9788889383735
- In ordine pubblico: 10 scrittori per 10 storie (a cura di Paola Staccioli; postfazione Haidi Giuliani), I ed. Roma, 2003, Nuova iniziativa editoriale, II ed. Roma, 2005, Fahrenheit 451, ISBN  9788886095884
- Guida insolita dei musei di Roma e della Città del Vaticano: storia, arte, segreti, leggende, curiosità, Roma, 2003, Newton Compton Editori, ISBN 978-8882898007
- I teatri di Roma: dal Rinascimento ai giorni nostri, Roma, 1997, Newton Compton Editori, ISBN 978-8881838936
- Feste romane: quattro secoli di festeggiamenti religiosi e civili dal Rinascimento all'Italia unita, Roma, 2007, Newton Compton Editori, ISBN 9788881838301
- I briganti della Campagna romana, Roma, 1996, Newton Compton Editori, ISBN  978-8881834945
- Roma artigiana: attualità, storia e tradizioni dell’artigianato artistico romano, Roma, 1996, Newton Compton Editori (con Stefano Nespoli), ISBN 9788881835591
- I musei nascosti di Roma: alla scoperta dei tesori dimenticati della città, Roma, 1996, Newton Compton Editori, ISBN 9788881834174